# マリアナ・デ・アウストリア
マリアナ・デ・アウストリア （Mariana de Austria, 1634年12月23日 - 1696年5月16日）は、スペイン王フェリペ4世の2度目の王妃。マリア・アナ（Maria Ana）ともいう。ドイツ語名ではマリア・アンナ・フォン・エスターライヒ（Maria Anna von Österreich）と呼ばれた。

## 生涯
神聖ローマ皇帝フェルディナント3世と皇后マリア・アンナの長女としてウィーンで生まれた。兄にローマ王フェルディナント4世、弟に皇帝レオポルト1世がいる。
子供の頃からフェリペ4世の一人息子バルタサール・カルロスと婚約していたが、彼が1646年に早世すると、男子の後継者が必要になったフェリペと、1649年に14歳で結婚した。マリアナの母マリア・アンナはフェリペ4世の妹であるという関係から伯父と姪の近親婚になる。
2人の間に生まれた子で成人したのは、長女マルガリータ・テレサと三男カルロス（のちのカルロス2世）の2人である。
1665年にフェリペが亡くなると、3歳のカルロス王の摂政として1675年まで国政をみたが、実際は亡くなる年まで影響力を保持した。カルロスは10歳になるまで抱かれて運ばれるほど、歩行も会話も不自由だったためである。マリアナはカルロスの在位期間の大半の摂政だったが、1678年にフアン・ホセ・デ・アウストリアの宮廷革命で一時追放された（彼女が重用したフェルナンド・デ・バレンスエラに不満をつのらせたため）。翌年フアンが死んだため、宮廷へ戻った。

## 子女
5子が生まれたが、成人したのは1男1女であった。
- マルガリータ・マリア・テレサ（1651年 - 1673年） - 父方の従兄、母方の叔父である神聖ローマ皇帝レオポルト1世の皇后
- マリア・アンブロシア（1655年）
- フェリペ・プロスペロ（1657年 - 1661年） - アストゥリアス公
- トマス・カルロス（1658年 - 1659年）
- カルロス（1661年 - 1700年） － スペイン・ハプスブルク家最後の国王カルロス2世